# St. Georg (Svätý Jur)

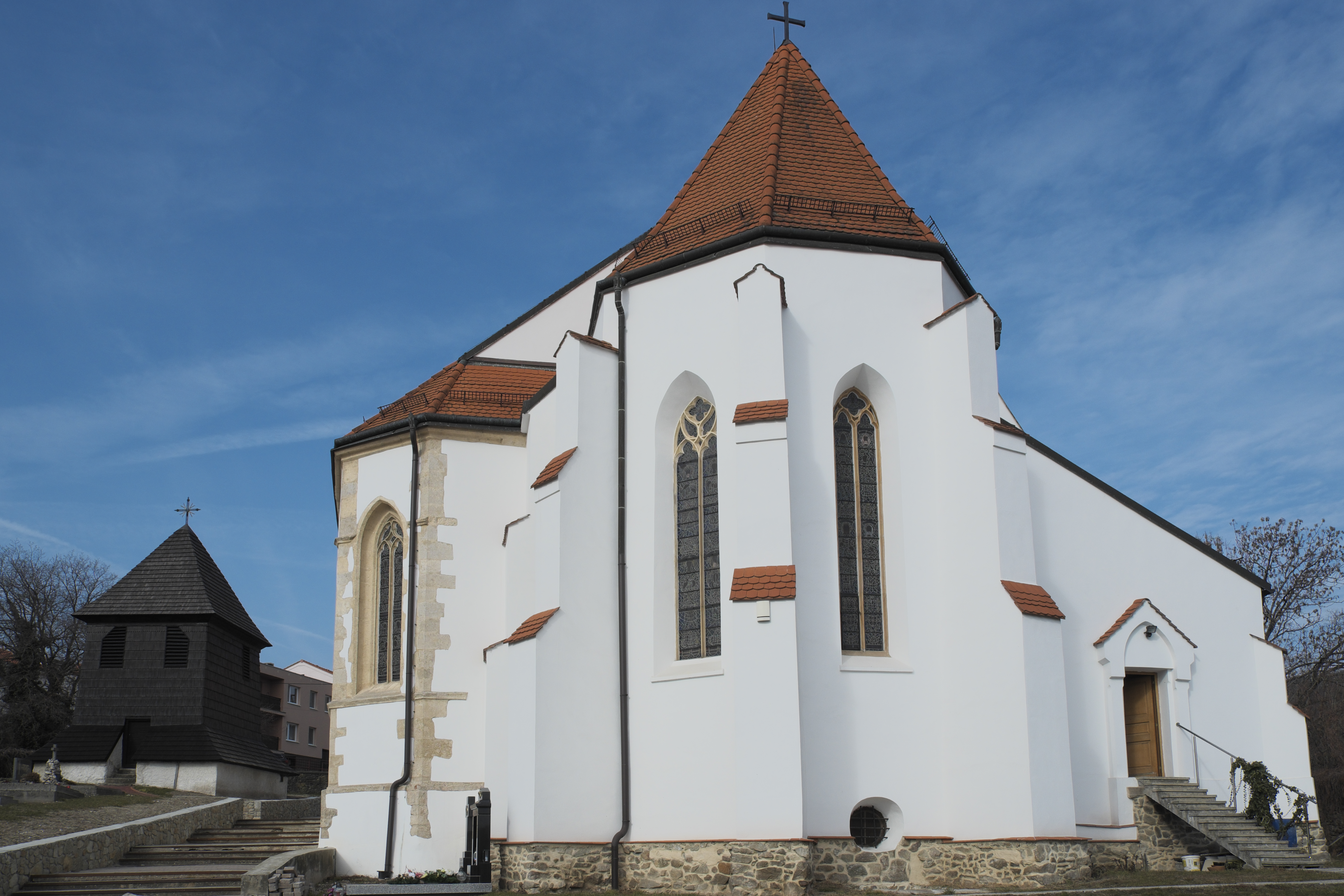
Pfarrkirche St. Georg, links Glockenturm

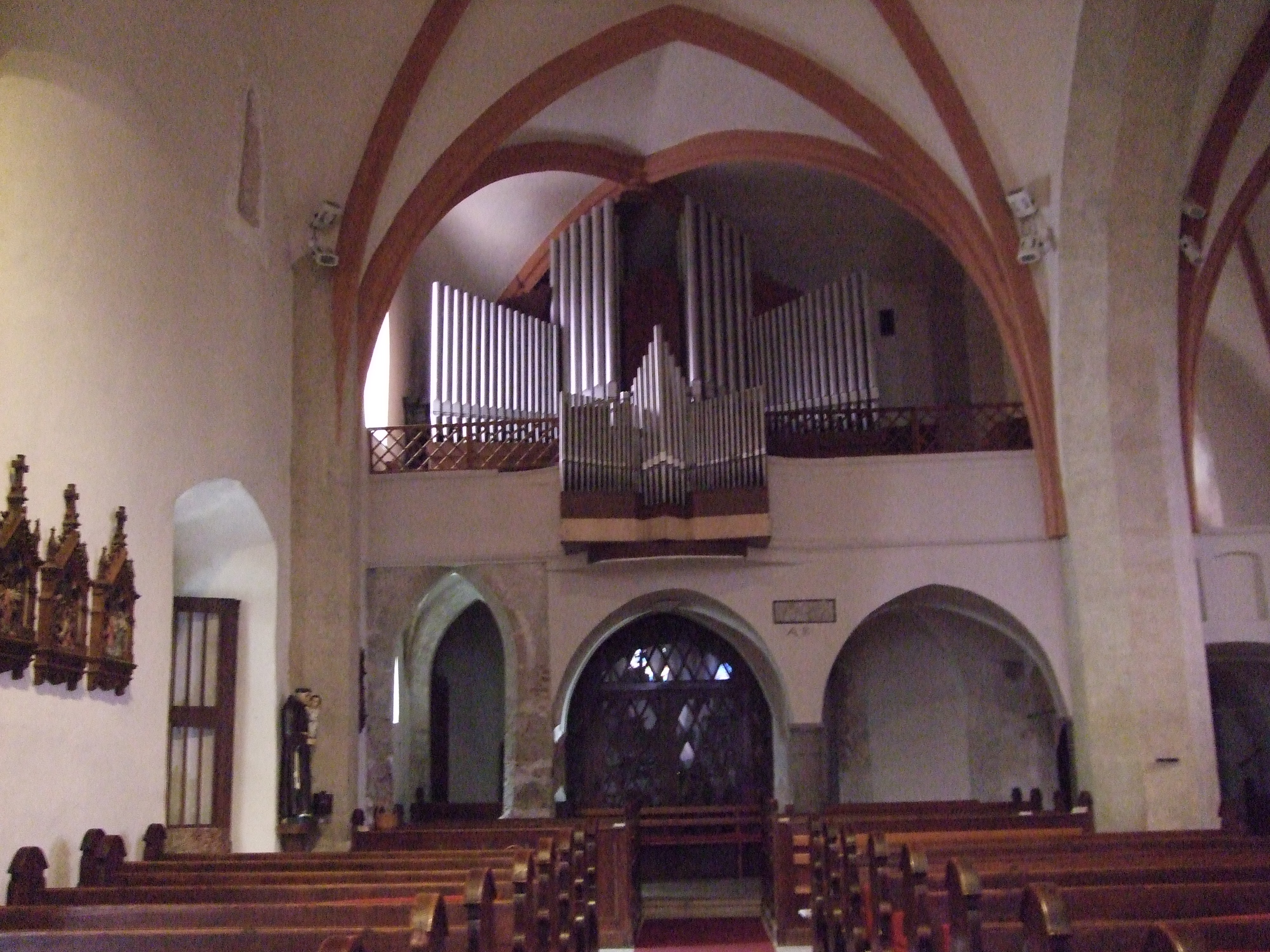
Innenansicht

Die katholische Pfarrkirche St. Georg in Svätý Jur (Sankt Georgen), einer Stadt im Okres Pezinok im westslowakischen Bratislavský kraj, wurde Ende des 13. Jahrhunderts im Stil der Gotik errichtet. Sie ist dem heiligen Georg geweiht, der als Märtyrer und als einer der Vierzehn Nothelfer verehrt wird. Die Kirche, die wertvolle Kunstwerke und Grabdenkmäler aus der Gotik und der Renaissance besitzt, steht auf der Liste der denkmalgeschützten Objekte in Svätý Jur.

## Geschichte
Mit dem Bau der Kirche wurde um das Jahr 1280 begonnen. In der Folgezeit wurde sie mehrfach verändert und erweitert. Im Jahr 1663 brannte der Glockenturm ab, der durch einen freistehenden, aus Holz errichteten, niedrigen Turm ersetzt wurde.

## Georgsaltar

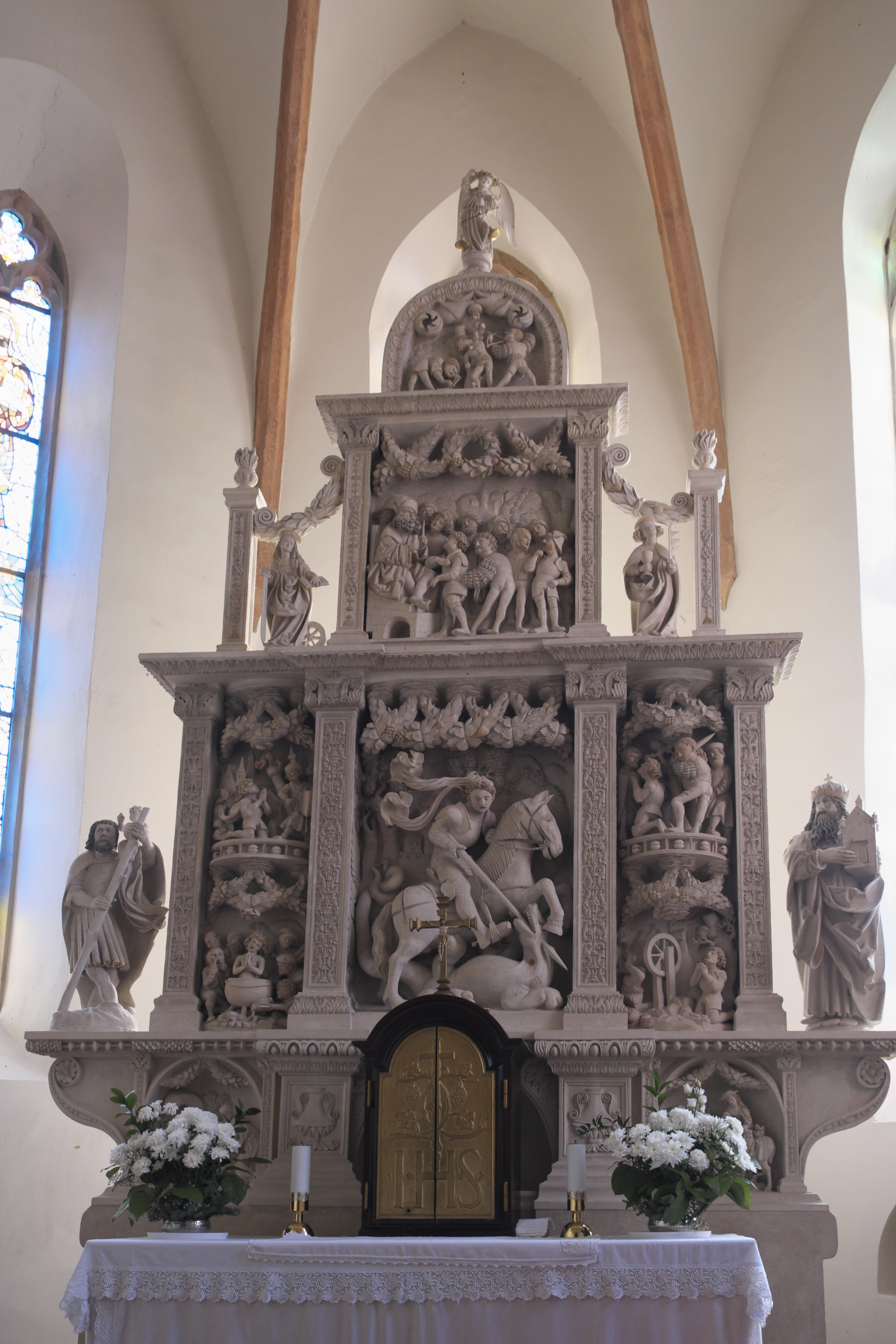
Georgsaltar

Bedeutendstes Ausstattungsstück der Kirche ist der aus einem weißen Sandsteinblock gemeißelte Hauptaltar im Stil der frühen Renaissance, der vermutlich um 1527 angefertigt wurde. Er ist dem Schutzpatron der Kirche, dem heiligen Georg, geweiht und stellt Szenen seiner Legende dar. Die zentrale Szene zeigt den heiligen Georg, wie er seine Lanze einem Drachen ins Maul stößt. Die seitlichen Szenen sind seinem Martyrium gewidmet.

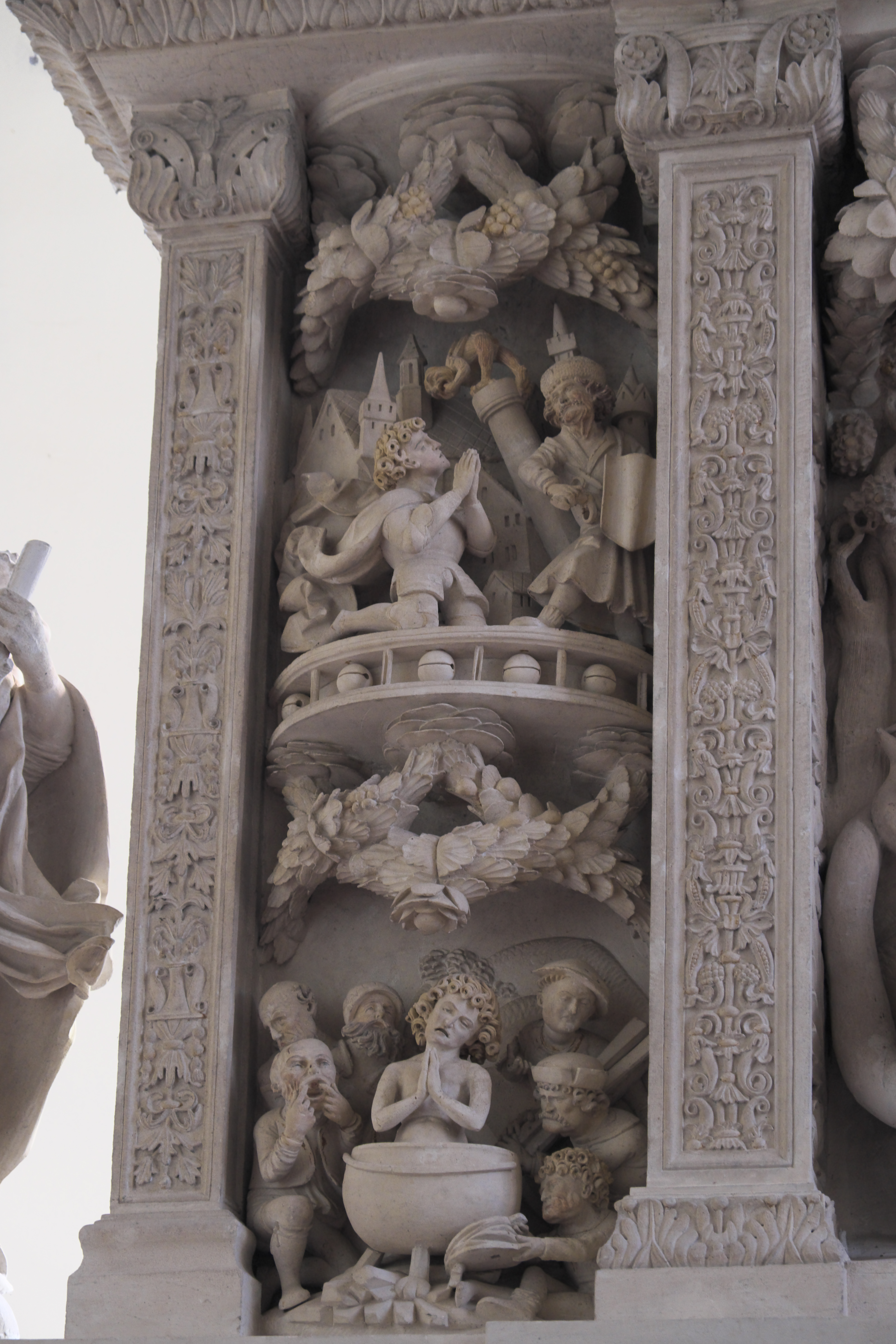
Martyrium des heiligen Georg
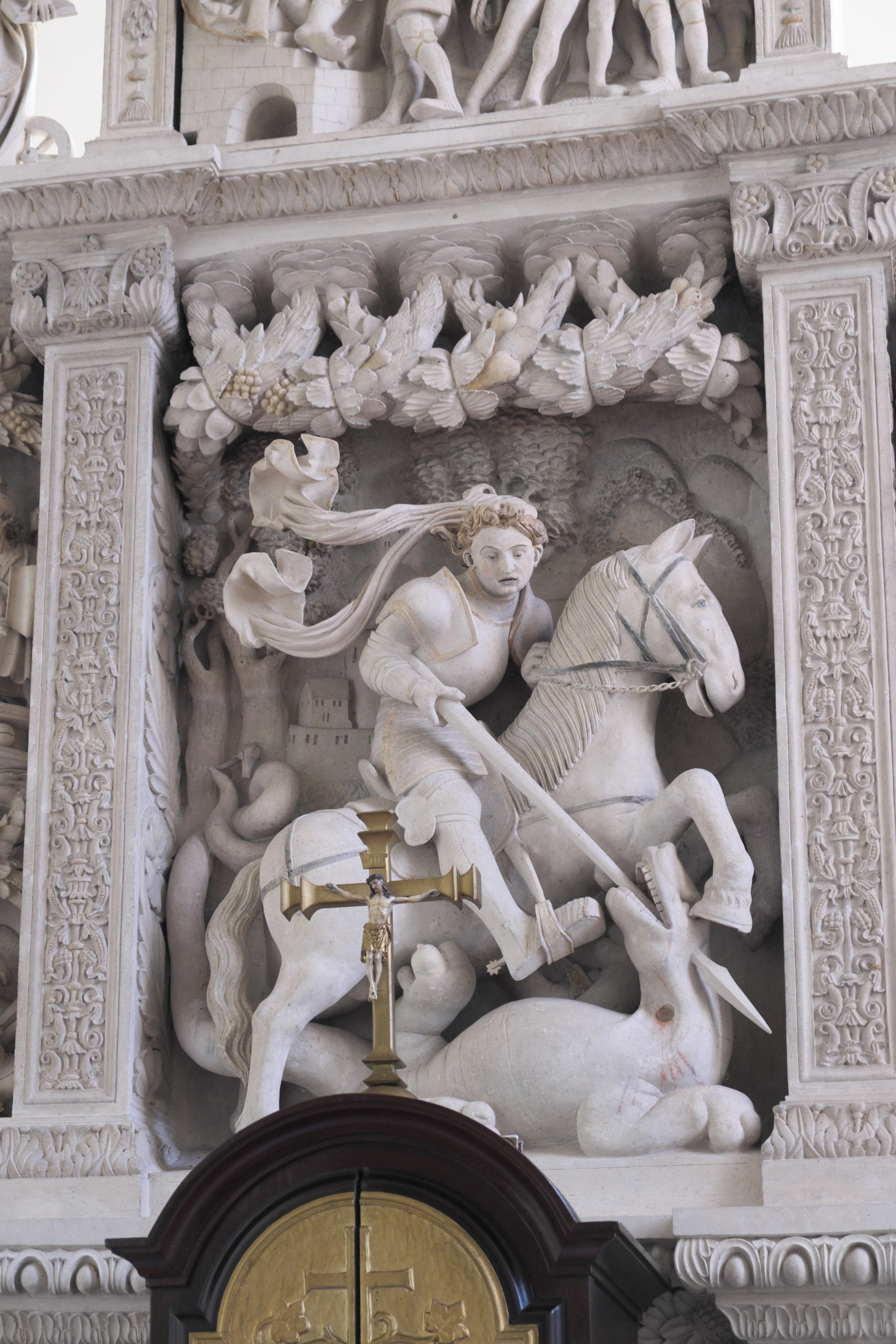
Georg tötet den Drachen
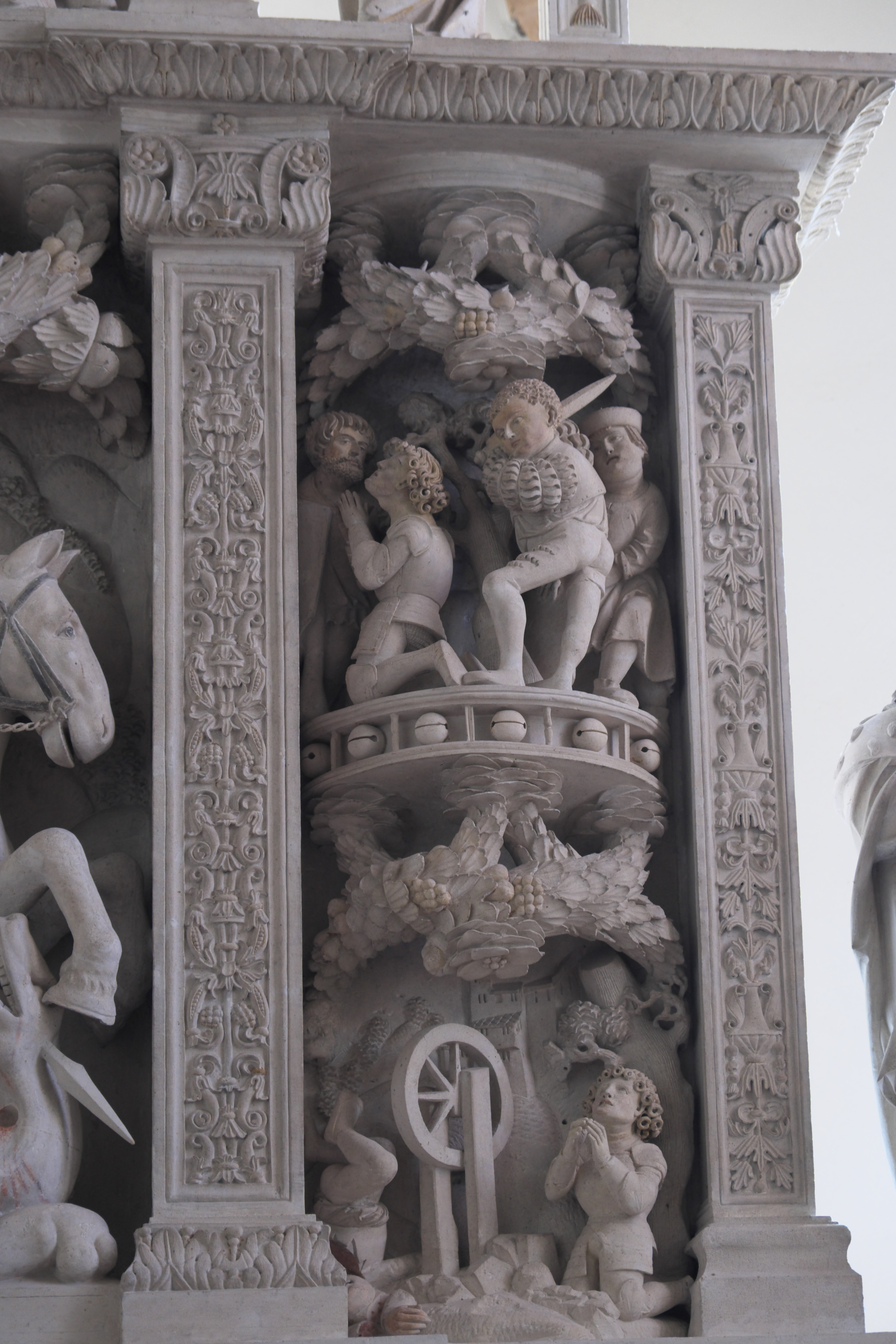
Martyrium des heiligen Georg

Auf der linken Seite steht der heilige Christophorus, der das Jesuskind auf seinen Schultern trägt, rechts steht ein König, der das Modell einer Kirche in der Hand hält. Die beiden Figuren darüber stellen links die heilige Katharina von Alexandrien mit ihren Attributen, dem Schwert und dem Rad, dar und rechts die heilige Barbara von Nikomedien. Der Altar wird bekrönt von der Figur des Erzengels Michael, der die Seelen wiegt. In den beiden Nischen der Predella ist links die Geburt Christi und rechts die Flucht nach Ägypten dargestellt.

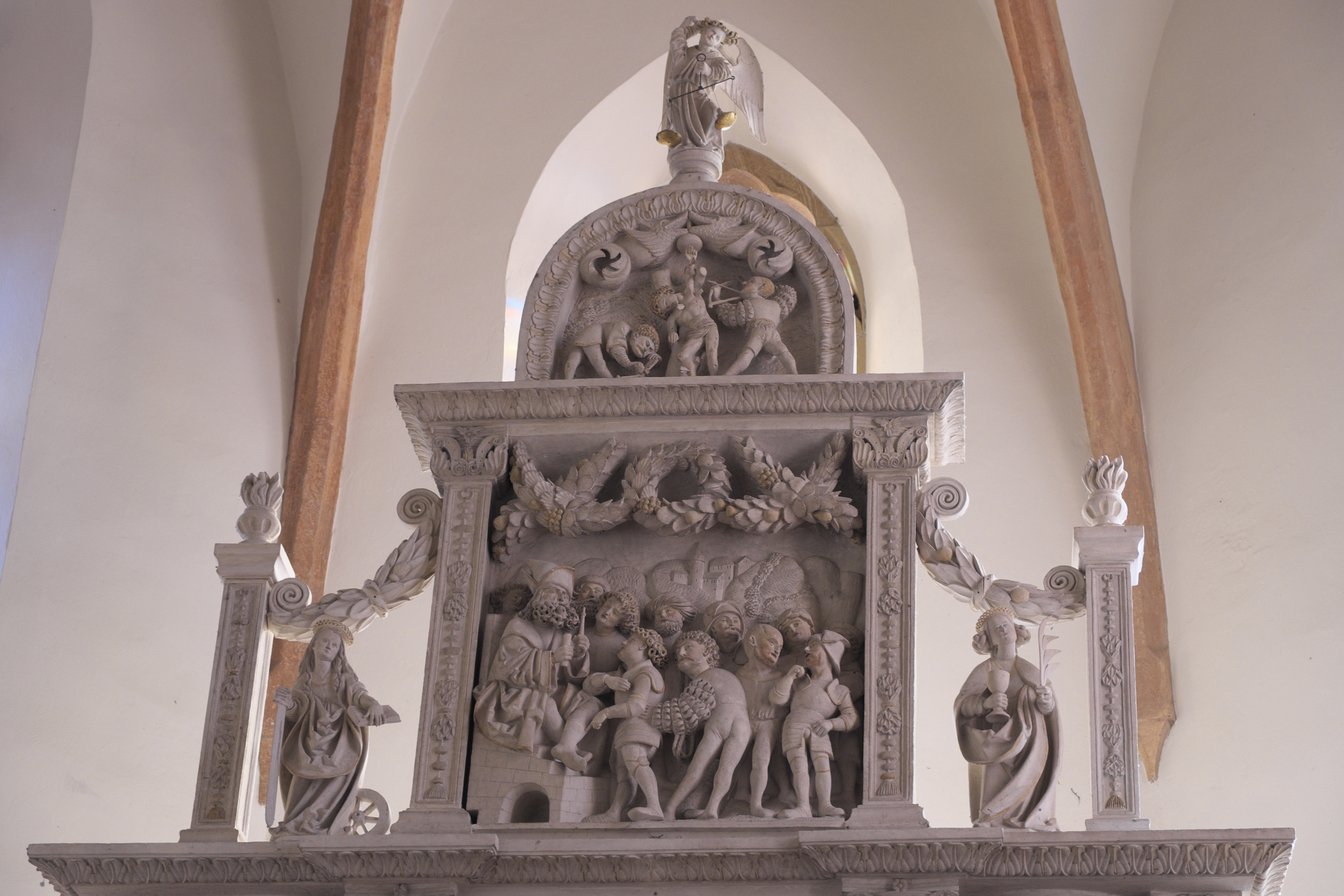
Georgslegende, Erzengel Michael, heilige Katharina und heilige Barbara
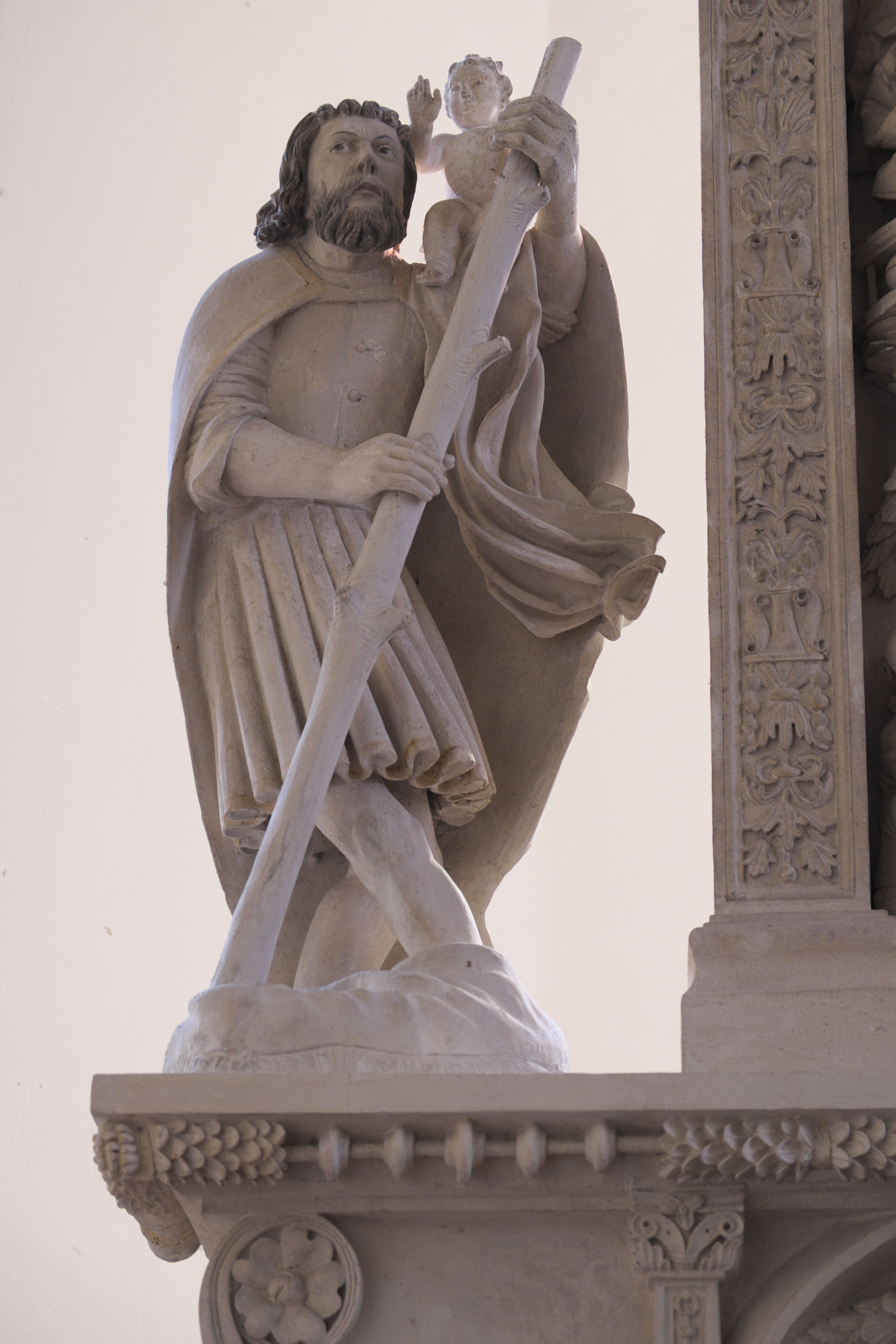
Heiliger Christophorus
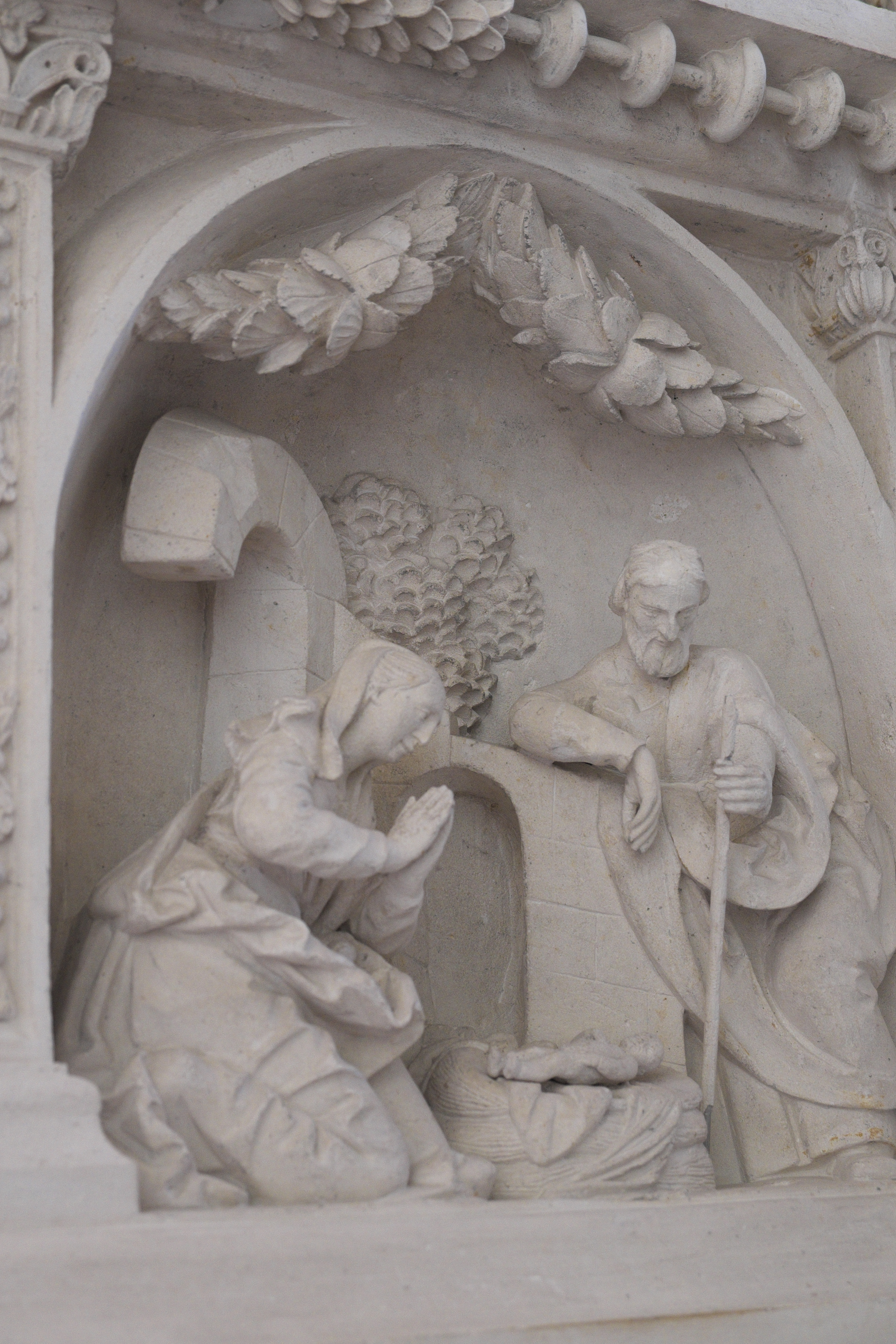
Geburt Christi
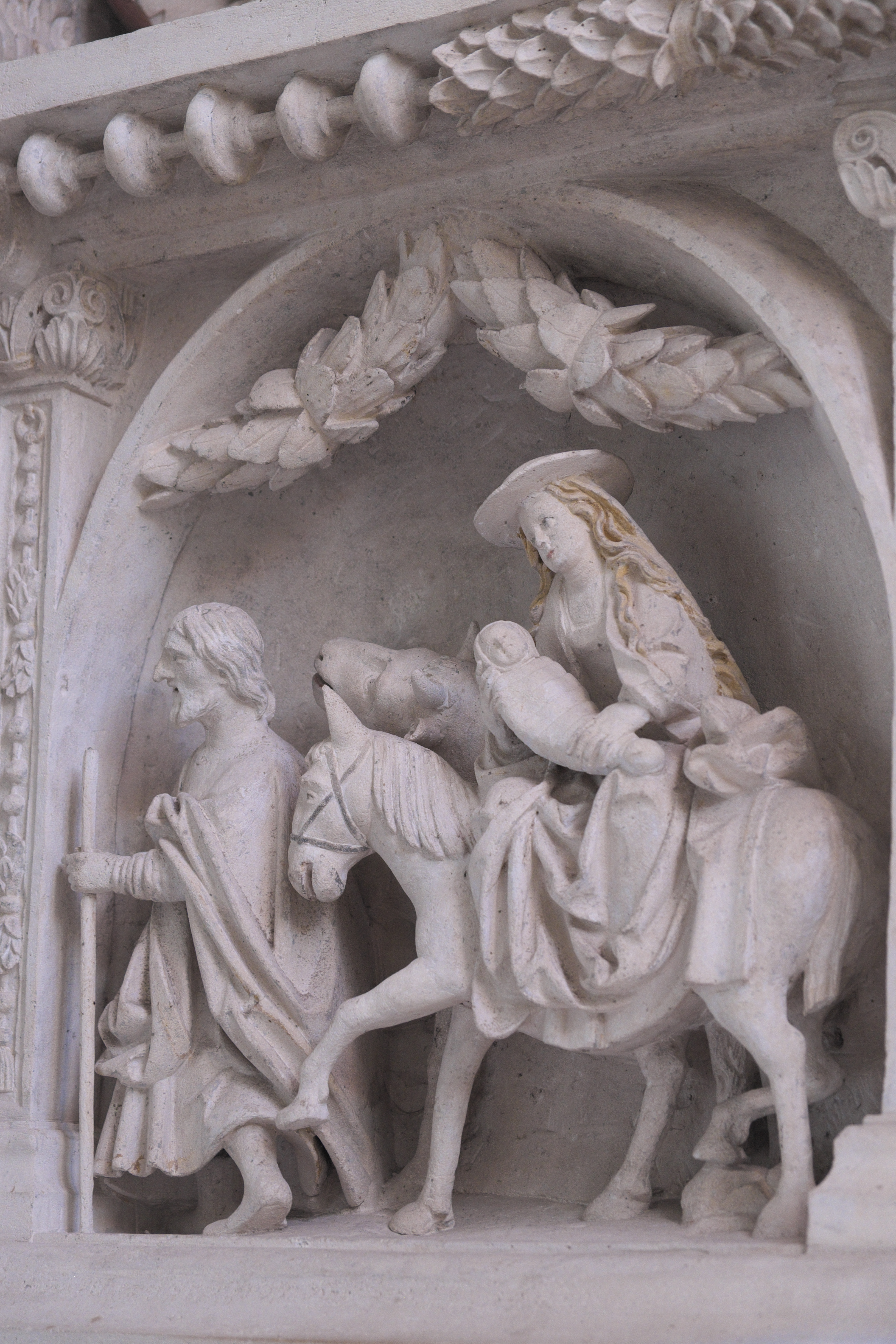
Flucht nach Ägypten

## Weitere Ausstattung

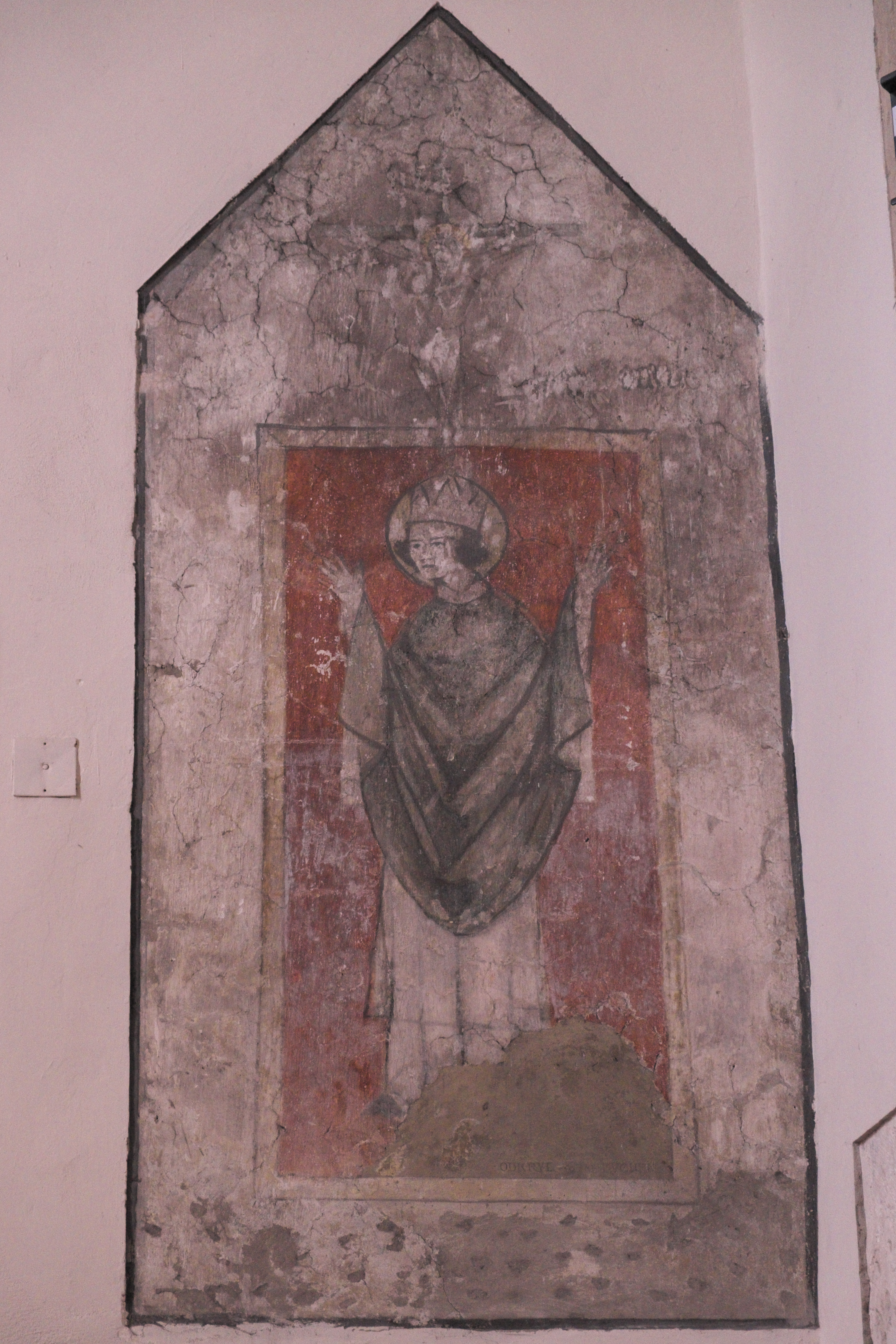
Fresko

- An der Nordwand ist ein Fresko aus dem 14. Jahrhundert erhalten, auf dem ein Heiliger dargestellt ist.
- Das Sakramentshaus stammt aus dem 15. Jahrhundert.
- Auf einem holzgeschnitzten, farbig gefassten und teilweise vergoldeten Relief sind die zwölf Apostel dargestellt.
- Ein Sandsteinrelief stellt die Anbetung der Heiligen Drei Könige dar. Im Aufsatz ist eine Pietà zu sehen.

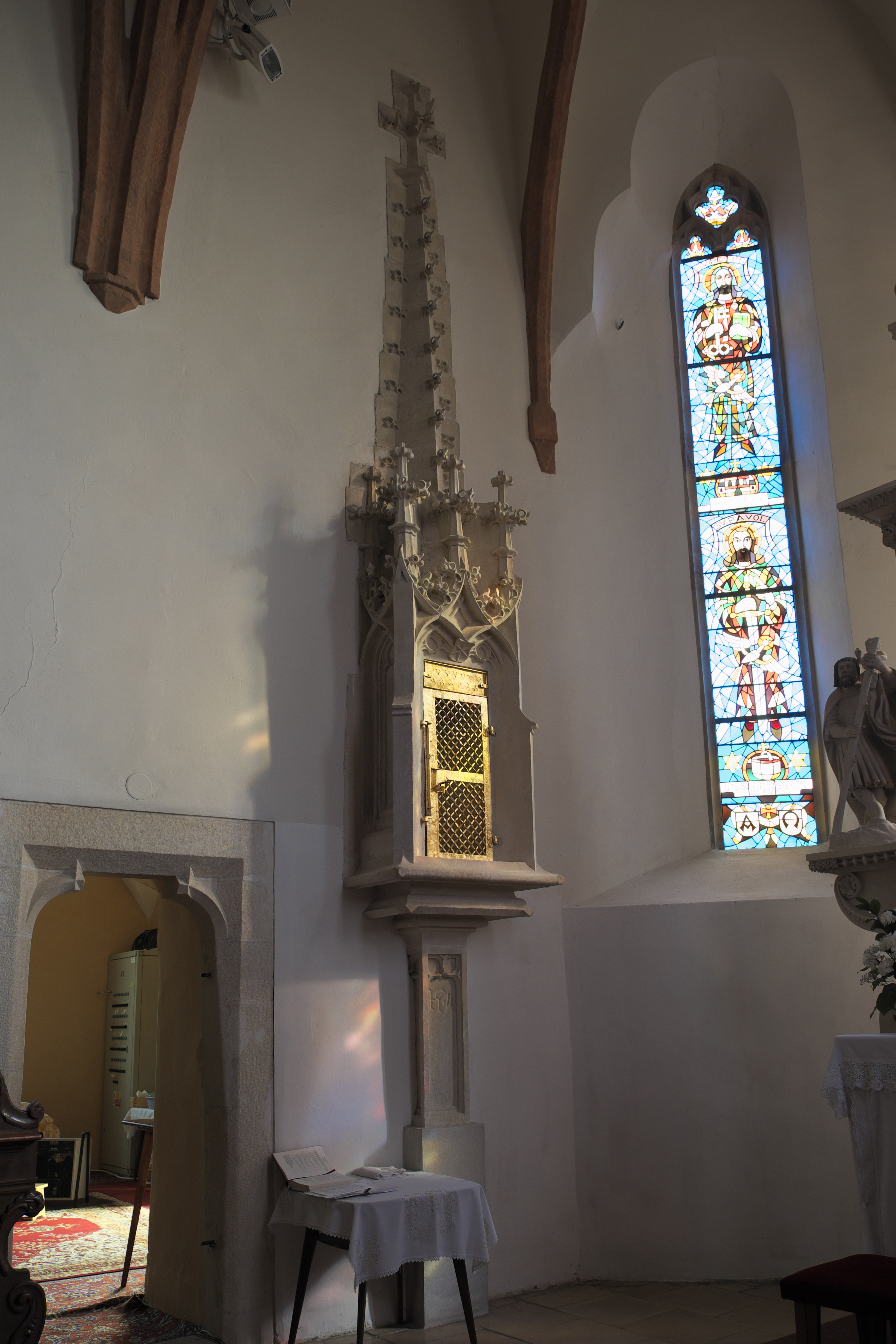
Sakramentshaus
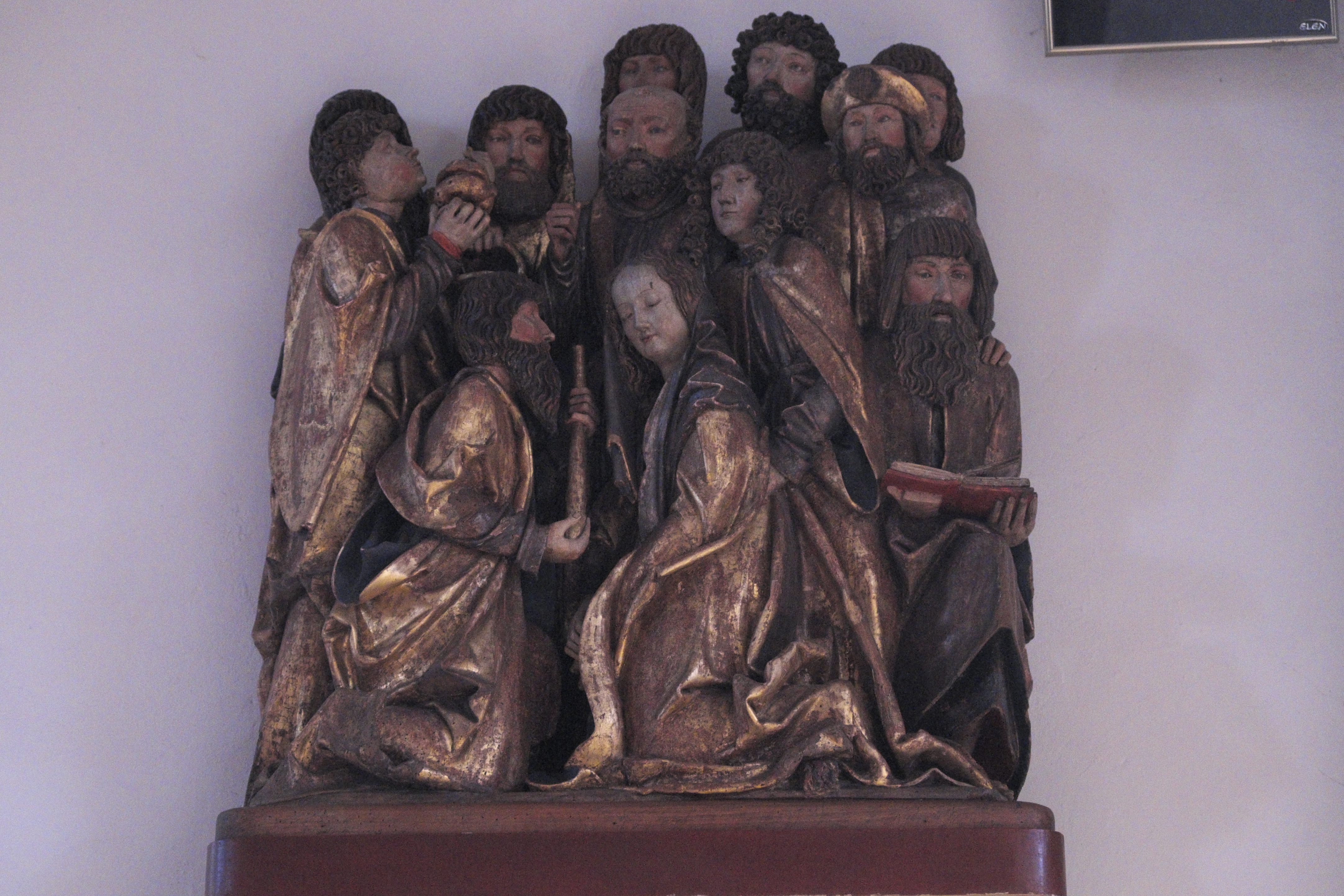
Apostel
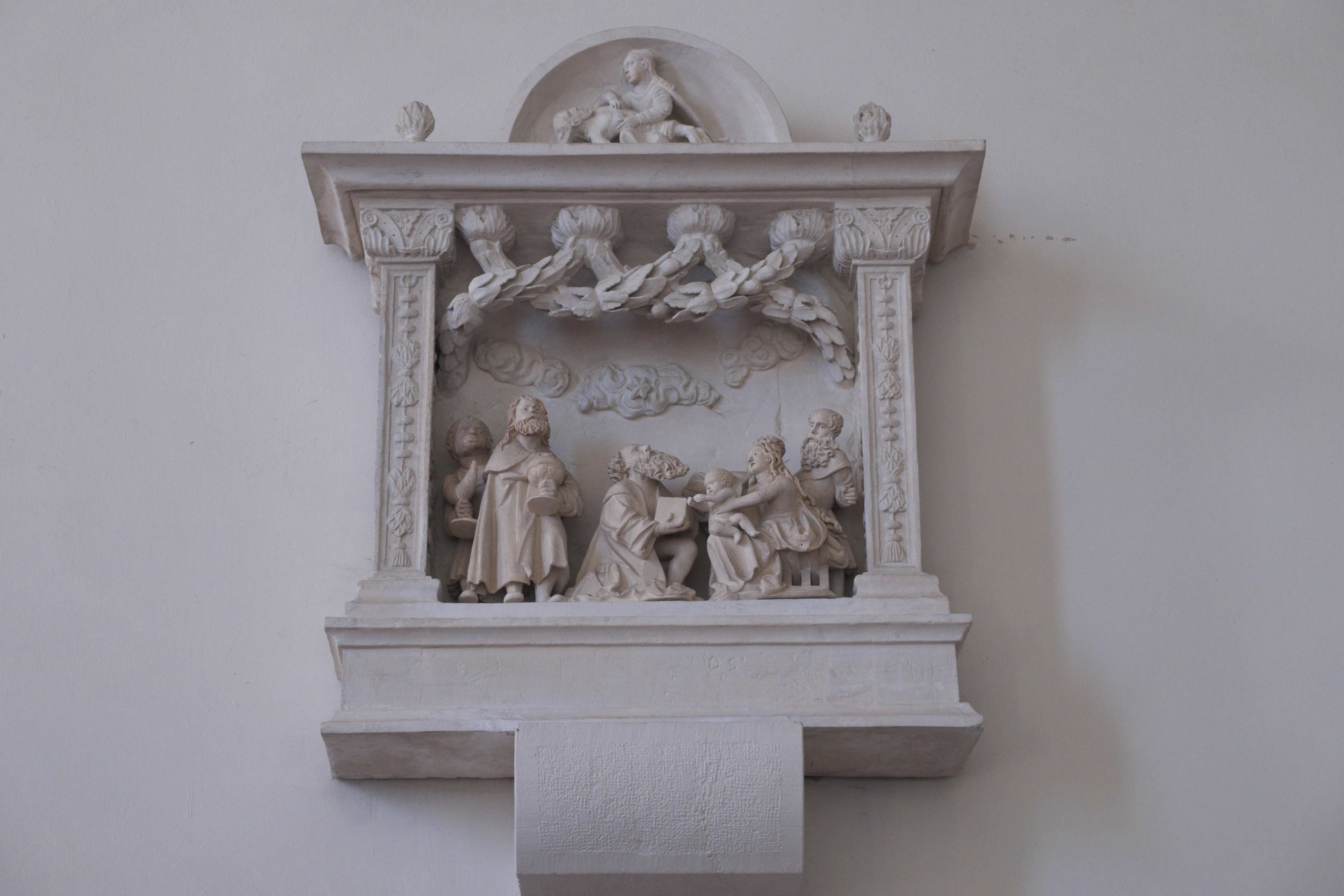
Anbetung der Heiligen Drei Könige

## Grabmäler

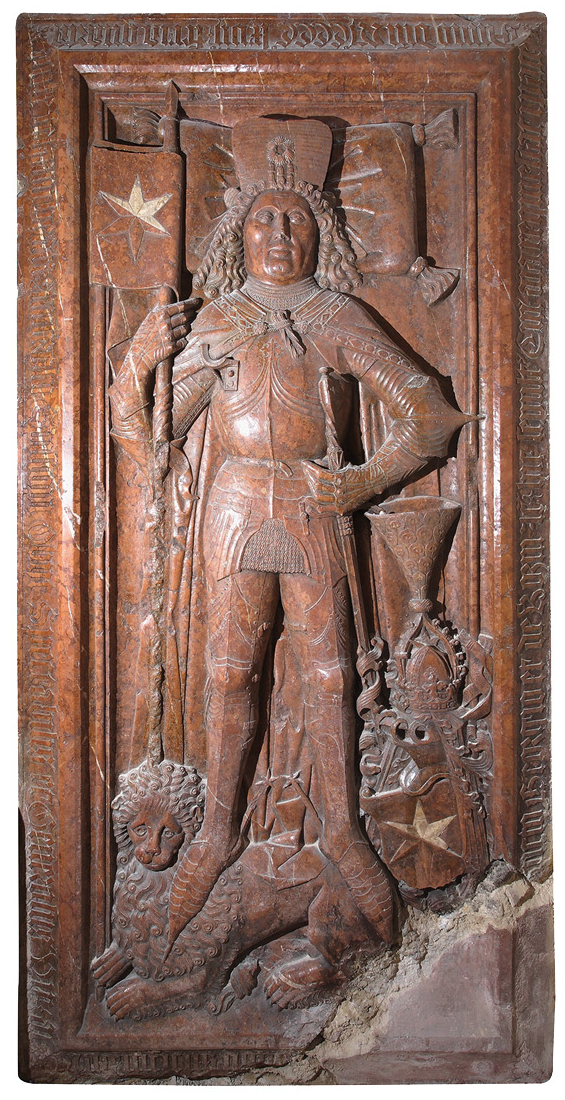
Grabstein des Grafen Georg

- Der gotische Marmorgrabstein des Grafen Georg ist rundum mit einer Inschrift versehen und mit der Jahreszahl 1467 datiert. Der Verstorbene ist als Liegefigur mit seiner Rüstung bekleidet dargestellt, zu seinen Füßen ruht ein Löwe, daneben liegt der Helm mit dem Wappen des Toten. Er hält ein Wappenbanner in der rechten Hand und in der linken einen Speer.
- Im südlichen Seitenschiff steht ein Marmorsarkophag, der im Jahr 1550 für den Grafen Kaspar aus Sereď angefertigt wurde.
- Auf dem in die Wand eingelassenen Grabstein von 1572 ist das verstorbene Ehepaar dargestellt, das von Engeln zur Himmelsleiter geführt wird, wo es von Gottvater erwartet wird. Die Reliefdarstellung wird von zwei Hermen flankiert und von einem Ziergiebel mit einer Engelsputte bekrönt. Unter dem Grabstein ist eine aufwändig gerahmte Tafel mit einer Inschrift angebracht.
- Ein weiterer in die Wand eingelassener Renaissancegrabstein erinnert an Christophorus Gardani und seine Gemahlin, die mit ihren vermutlich bereits vorher verstorbenen Kindern unter dem auferstandenen Christus kniend dargestellt sind.

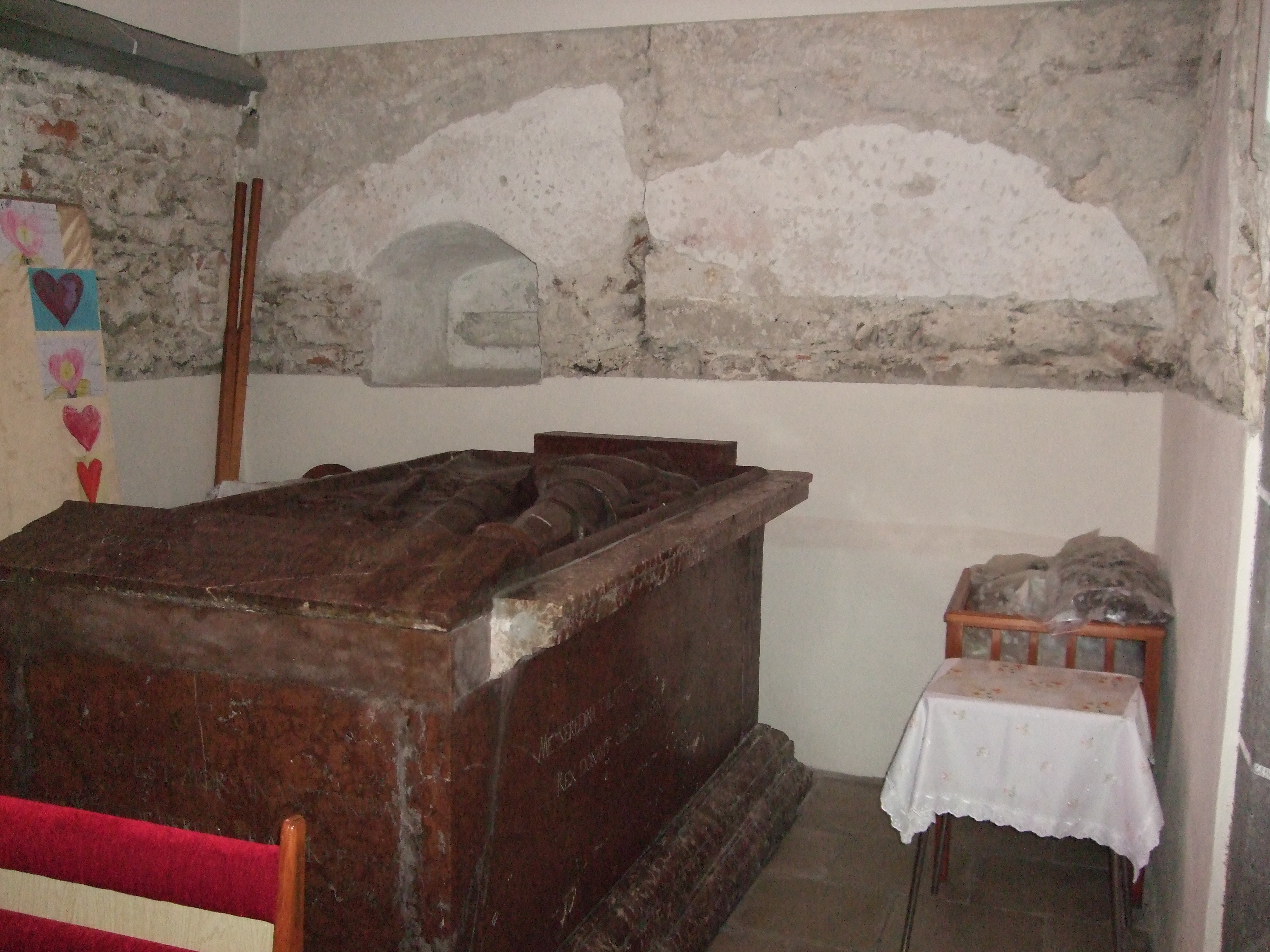
Sarkophag von 1550
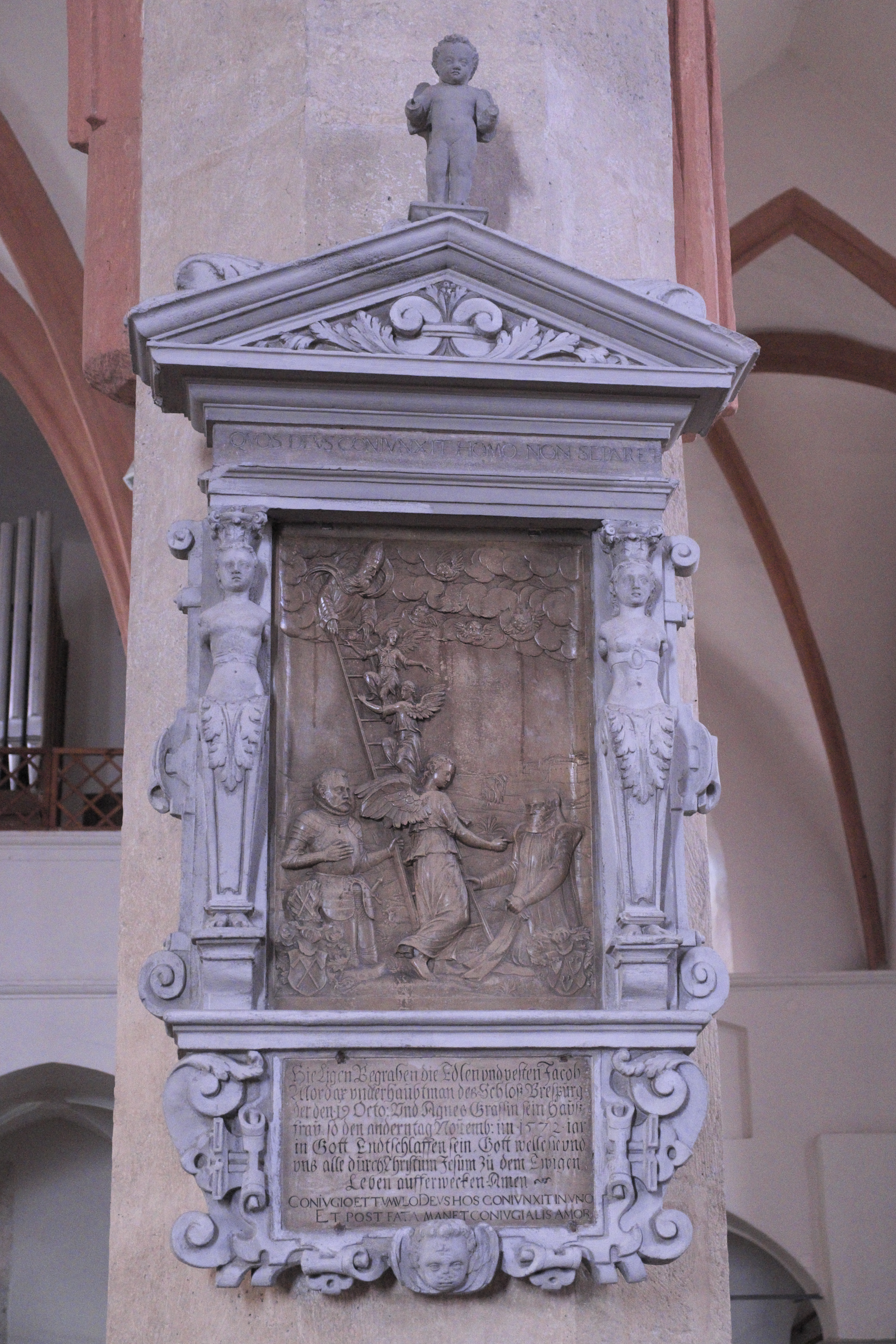
Grabstein von 1772
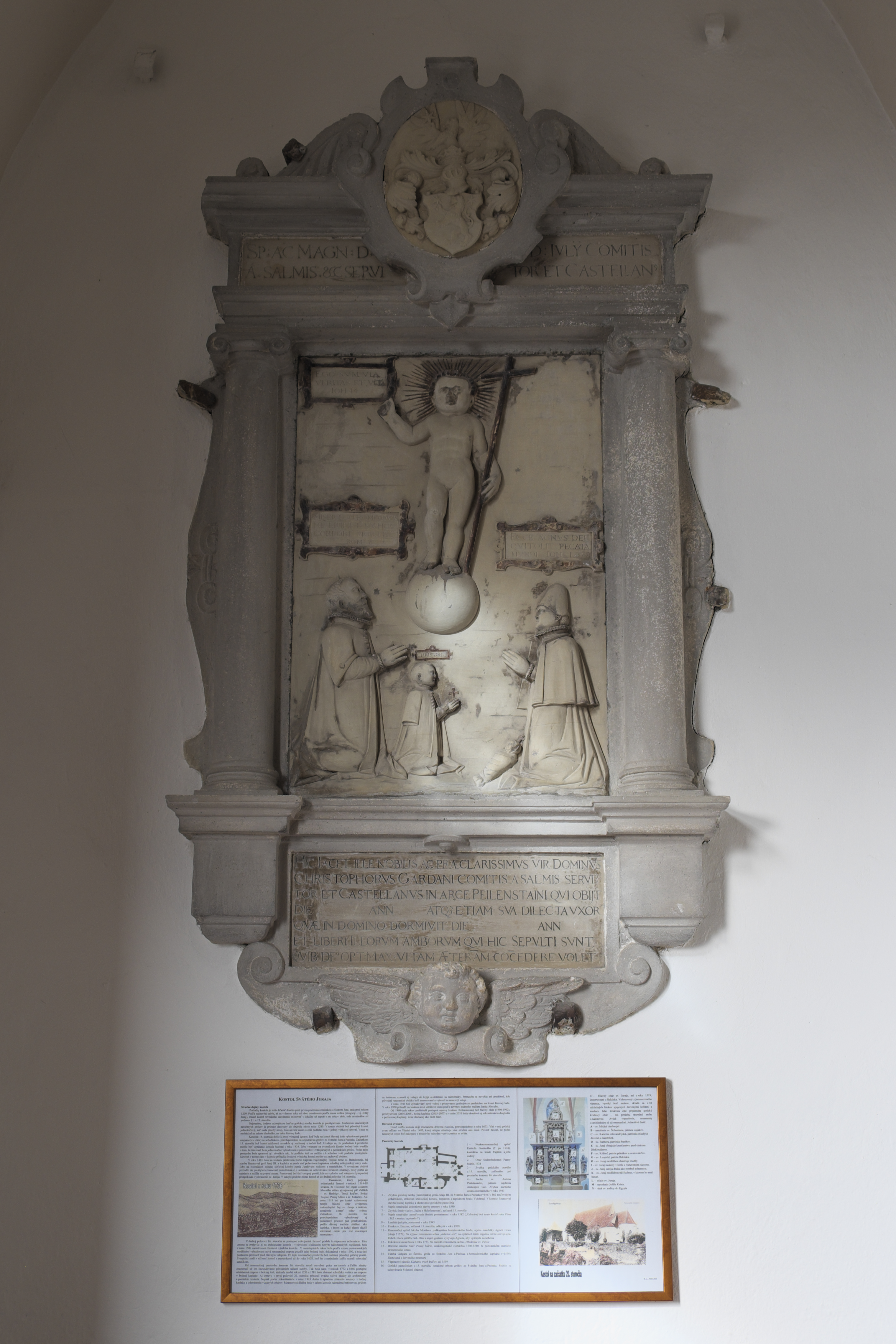
Grabstein von Christophorus Gardani und seiner Gemahlin